# 277 هـ
277 هـ هي سنة في التقويم الهجري امتدت مقابلةً في التقويم الميلادي بين سنتي 890 و891.

## مواليد
- أبو علي النيسابوري
- أبو أحمد بن عدي الجرجاني
- أبو بكر الإسماعيلي
- عبد الرحمن الناصر لدين الله

## وفيات
- أبو حاتم الرازي (محدث)
- أبو سعيد الخراز
- يعقوب الفسوي
- إبراهيم بن إسحاق بن أبي العنبس
- عريب المأمونية
- يحيى العبيدلي
- أبو إسحاق الكوفي قاضي بغداد بعد ابن سماعة، سمع معلى بن عبيد وغيره، وحدث عنه ابن أبي الدنيا وغيره
- أبو حاتم الرازي محمد بن إدريس بن المنذر بن داود بن مهران أحد أئمة الحفاظ الأثبات العارفين بعلل الحديث والجرح والتعديل، وهو قرين أبي زرعة